# Espinho (Braga)
Espinho is een plaats (freguesia) in de Portugese gemeente Braga en telt 1 334 inwoners (2001).